# Едвін Герберт Ленд
Едвін Герберт Ленд (англ. Edwin Herbert Land; 7 травня 1909, Бриджпорт, Коннектикут — 1 березня 1991, Кембридж, Массачусетс) — американський вчений і винахідник, відомий як засновник корпорації Polaroid. Він став першим, хто використав принципи поляризації в багатьох споживчих товарах і винайшов одноступенний фотопроцес. За кількістю отриманих патентів на винаходи — 535 — поступався тільки Томасу Едісону.

## Ранні роки
Едвін Ленд народився в родині східноєвропейських євреїв, які в 1880-х роках іммігрували до США з України, а саме з міста Одеси, яка тоді була частиною Російської імперії. Закінчив школу в 1927 році, деякий час вивчав хімію в Гарварді, але покинув навчання і переїхав до Нью-Йорка. Саме в Нью-Йорку він зробив свій перший важливий винахід — порівняно недорогі фільтри для поляризації світла. На той час Ленд не співпрацював ні з одним навчальним закладом, через що не мав доступу до нормальної лабораторії. Та винахідливий вчений вирішив цю проблему тим, що ночами пробирався до лабораторії Колумбійського університету. Немало часу Едвін Ленд провів і в Нью-Йоркській публічній бібліотеці, де вивчав досвід своїх попередників. В результаті вчений зрозумів, що замість вирощування одного величезного кристалу, він може зробити плівку, яка містить мільйони мініатюрних кристалів, вирівняних один відносно одного необхідним чином. 
Після винайдення поляризуючої плівки Ленд повернувся в Гарвард. Та завершити навчання вченому так і не вдалося: варто було зрозуміти вирішення задачі, як він втрачав до неї інтерес; записати розв'язання чи пояснити її іншим було не цікаво для нього. Нерідкими були випадки, коли записувати і оформлювати рішення заданих йому задач доводилось його дружині, яка намагалась хоча б якось допомогти своєму чоловікові з навчанням.

## Лабораторія Ленда— Вілрайта
У 1932 році Ленд разом зі своїм викладачем фізики Джорджем Вілрайтом, вихідцем із заможної родини, створили компанію заради комерціалізації матеріалу для сонячних окулярів і світлофільтрів фотоапаратів. Незабаром стало зрозуміло, що винахід Едвіна Ленда має безліч способів застосування — від фотоапаратів і 3D-окулярів до складних систем контролю яскравості світла, що проходить крізь вікна і рідкокристалічних моніторів. Відповідно з'явились і інші інвестори.

## Корпорація Polaroid

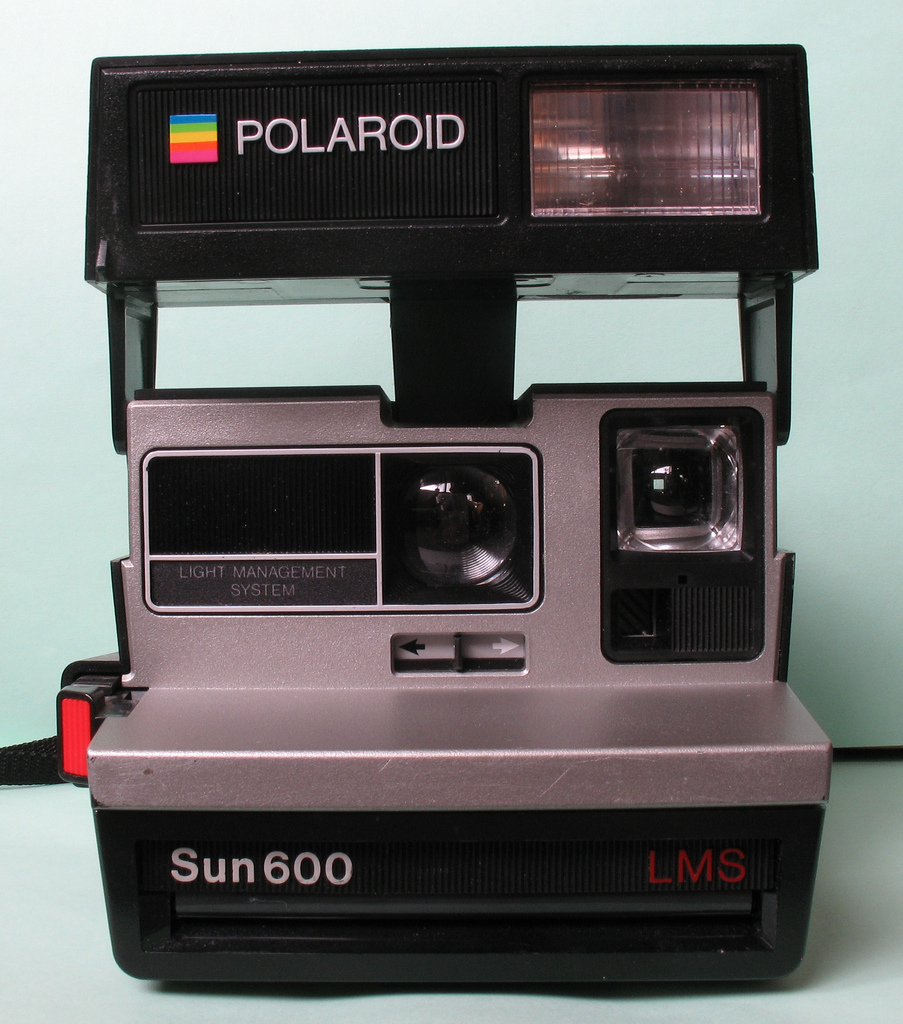
Polaroid Sun 600 LMS

В 1937 році компанія була перейменована у Polaroid, а вже наприкінці 1930-х перша пара окулярів була продана. Попит на продукцію зростав і незабаром Polaroid перетнула кордони Європи та Азії. Під час Другої світової війни вчений працював над декількома військовими проектами — на кшталт систем пошуку цілей для розумних бомб, окулярів для роботи в темноті та стереоскопічної наглядової системи для вистежування закамуфльованих ворогів з повітря. 21 лютого 1947 року Ленд презентував світові свою «миттєву камеру». Перша партія фотоапаратів «Polaroid» складалась всього з 60 моделей, 57 з яких були виставлені в бостонському магазині напередодні Різдва, і розкуплені в перший же день. Едвін Ленд продовжував дослідницьку і винахідницьку діяльність, його працьовитість та захопленість були відомі всій компанії. Одного разу він носив один і той самий одяг протягом вісімнадцяти днів поспіль при вирішенні проблеми з комерційного виробництва поляризаційної плівки. Крім того вчений мав дві команди асистентів, які працювали позмінно. Не дивлячись на те, що формально наукового ступеня і навіть освіти у Ленда не було, колеги, друзі і журналісти з повагою називали його «доктор Ленд».

## Пізні роки
Не дивлячись на приголомшливий успіх його миттєвих камер, невдала система Polavision призвела до фінансової катастрофи, і Ленд пішов з посади голови компанії Polaroid 6 березня 1980 року. В той же рік вчений заснував Роулендський інститут науки (англ. The Rowland Institute for Science, де продовжував працювати). 1 березня 1991 на 81-му році життя Едвін Ленд помер. Після смерті вченого всі його папери та записи були знищені його особистим помічником.

## Нагороди
- Медаль Елліота Крессона (1938)
- Президентська медаль Свободи (1963)
- Національна наукова медаль США (1967)
- Медаль Перкіна (1974)
- Національна медаль США в галузі технологій та інновацій (1988)